# 小行星4436
小行星4436（英語：4436 Ortizmoreno）是一颗围绕太阳公转的小行星。1983年3月9日，E. Barr在可可尼诺县发现了此天体。
这颗小行星的绝对星等为26.91642295802795等。